# Teenagers
Teenagers – czwarty singel z trzeciej studyjnej płyty The Black Parade amerykańskiego zespołu My Chemical Romance. Jest trzecim singlem wydanym ogólnoświatowo, jako że poprzedni singel, I Don't Love You został wydany tylko w Wielkiej Brytanii i na Filipinach. W związku z tragedią na uniwersytecie Virginia w Blacksburg oraz tym, że teledysk do „Teenagers” traktuje o tematyce studenckiej, premierę singla wielokrotnie przesuwano. Ostatecznie premiera odbyła 9 czerwca 2007 roku.

## Lista utworów
Singel promocyjny
1. Teenagers (radio edit) – 2:41

Wersja pierwsza
1. „Teenagers”
2. „Dead!” (live)

Wersja druga
1. „Teenagers”
2. „Dead!” (live)
3. „Mama” (live)

Wersja trzecia
1. „Teenagers”
2. „Dead!” (live)

Wersja czwarta
1. „Teenagers”
2. „Mama” (live)

## Teledysk
Reżyserem teledysku został Marc Webb, który już wcześniej współpracował z My Chemical Romance podczas kręcenia klipów do I'm Not Okay (I Promise), Heleny, The Ghost of You, pochodzących z drugiego studyjnego albumu Three Cheers for Sweet Revenge, oraz reżyserował teledysk do piosenki I Don't Love You. Choreografię ułożyła Tracy Phillips, która wystąpiła jako zmarła Helena w teledysku My Chemical Romance. Przed premierą z powodu przecieku kilka zdjęć z planu przedostało się do amerykańskiego portalu Buzznet. Przeciek zmusił zespół do ukazania kilku scen z teledysku w trailerze zwiastującym wspólną trasę koncertową obu zespołów. Premiera teledysku odbyła się 28 maja na kanale MTV.
Jest to drugi teledysk, którego akcja dzieje się w szkole średniej, pierwszym był I’m Not Okay. W teledysku zespół na auli wykonuje piosenkę, do której tańczą cheerleaderki w maskach gazowych. Wkrótce wzburzony tłum nastolatków wkracza na scenę i przejmuje instrumenty muzyków, którzy leżą na ziemi, przygniecieni przez uczniów. Na końcu teledysku jest wiadomość od zespołu, który przestrzega nastolatków przed przemocą.